# SimCity 4: Hora do Rush
SimCity 4: A Hora do Rush é uma expansão de SimCity 4 desenvolvida pela Maxis e distribuída pela Eletronic Arts.

## Novas Funções

### Modo Você Dirige
Este recurso permite que o jogador possa assumir o controle dos carros, aviões, barcos e muitos outros veículos para conduzi-los em torno da cidade. Existem dois modos de condução: Modo Missão, onde o jogador recebe prêmios ao cumprir os objetivos em um tempo determinado, ou Modo Livre, que permite conduzir de forma livre os meios de transporte.
Alguns veículos possuem certas características individuais, como a sirene no carro da polícia, ou ainda a capacidade de destruir as construções do jogo, como no caso dos veículos do exército, tais como tanques, helicópteros e jatos.

### Estradas e Rodovias
Adição de avenidas e estradas de mão única. Estrada de mão única é do mesmo tamanho de uma estrada normal, porém se entende somente à uma direção, enquanto a avenida é uma via rodoviária do dobro do tamanho da rodovia, com alguns arbustos no centro (definidos pela riqueza dos edifícios em volta).
A autoestrada rasa também é novidade nesta versão. Em relação à autoestrada elevada, ganha vantagem por ser mais barata, porém sua construção é mais difícil; possui a mesma capacidade de tráfego; a conexão com as estradas comuns funciona da mesma forma. A interseção em "T" de rodovias também foi introduzida.

### Transporte Público
Foram feitas grandes alterações no sistema de transporte público. O monotrilho, é um sistema de transporte em massa que trabalha sobre trilhos ferroviários. Diferente dos outros trens, possui trilho elevado, uma aparência muito mais moderna e velocidade semelhante ao trem bala. Possui também a vantagem de ser construído acima de estradas e trilhos normais, bem como sobre autoestradas.
Estacionamento público também faz parte do novo sistema de transporte. Quando construído próximo de estações e paradas de ônibus transforma-se em um estacionamento de intercâmbio.

### Transporte Hidroviário
O sistema de balsas foi introduzido como a única mudança nos transportes hidroviários. Existem dois tipos: Passageiros, apenas para pessoas, e Mistas, para pessoas e automóveis.

### Consultar Rota
Outra nova funcionalidade de A Hora do Rush é a consulta de rota; com ela é possível descobrir os caminhos que os habitantes usam para chegar ao seu emprego, permitindo ver diretamente onde é necessário transitar para alcançar determinado objetivo.

### Desastres
Dois novos desastres foram incluídos, Carrosauro e ataque OVNI. Com o ataque OVNI surge uma nave mãe que dispara raios contra a superfície e expele pequenas naves que repetem o ato hostil. O Carrosauro é um monstro feito de carros, que tem semelhanças com o Godzilla, ele aparece pra fazer um "lanchinho" na sua cidade.

## Trilha Sonora
Os compositores Jerry Martin e Andy Brick juntamente com integrantes da Orquestra Filarmônica da Morávia gravaram cinco canções em Olomouc, República Tcheca. O restante da trilha sonora foi composto por Martin, assim como The Humble Brothers, Walt Szalva, e Edwin Dolinski. A EA Games disponibiliza o download gratuito da trilha sonora.

## Crítica
Críticos receberam muito bem o lançamento, mas alguns criticaram a produtora por não incluir estes recursos extras no jogo base. Ainda assim, alcançou uma pontuação de 79 no MetaCritic.